# Сермяжная правда
Сермя́жная пра́вда, вели́кая сермя́жная пра́вда (англ. homespun truth) — русское идиоматическое выражение, означающее простую и неприукрашенную, но глубокую истину. В русском языке это словосочетание существует по крайней мере с XIX века, хотя и приписывается Илье Ильфу и Евгению Петрову (роман «Золотой телёнок»), в английском — встречается однажды в анонимной балладе «The Juste Millieu», впервые опубликованной в 30-х годах XIX века. После публикации романа Ильфа и Петрова выражение в русском языке приобрело ироничный оттенок.

## В русском языке
Согласно Н. С. и Н. Г. Ашукиным, в русский язык идиома «сермяжная правда» в форме «великая сермяжная правда» впервые введена Ильёй Ильфом и Евгением Петровым в романе «Золотой телёнок», который вышел в 1931 году. Вопреки сведениям словаря «Крылатые слова», это выражение первый раз встречается в романе не в 33, а в 13 главе «Васисуалий Лоханкин и его роль в русской революции» . Первый раз — в эпизоде, когда Варвара побежала к мужу жаловаться на жителей «Вороней слободки»:
— А может быть, так надо, — ответил муж, поднимая фараонскую бороду, — может, устами простого мужика Митрича говорит великая сермяжная правдаИ. Ильф, Е. Петров. Золотой телёнок
Второй раз в эпизоде, когда Остап Бендер приходит к Васисуалию Лоханкину и становится свидетелем того, как соседи подвергают его порке. Несмотря на это, Васисуалий отзывается о соседях положительно, а к порке относится философски:
— Но ведь они, кажется, ввели здесь телесные наказания?
— Ах, — сказал Лоханкин проникновенно, — ведь в конце концов кто знает? Может быть, так и надо. Может быть, именно в этом великая сермяжная правда.И. Ильф, Е. Петров. Золотой телёнок
Несмотря на то что Остап слышит это выражение впервые, он понимает его совершенно правильно и дополняет синонимическим рядом:
— Сермяжная? — задумчиво повторил Бендер. — Она же посконная, домотканая и кондовая? Так, так. В общем, скажите, из какого класса гимназии вас вытурили за неуспешность? Из шестого?И. Ильф, Е. Петров. Золотой телёнок
В дальнейшем выражение «сермяжная правда» звучит в романе пять раз, в том числе трижды — с эпитетом «великая».
Предположительно выражение «сермяжная правда» было создано под влиянием устойчивого выражения «сермяжная Русь».
Выражение в неироническом смысле «мужицкой правды» применялось уже в XIX веке, см., например, роман Н. Д. Ахшарумова «Во что бы то ни стало», впервые опубликованный в 1881 году: «… сермяжная, сиволапая правда, без яркого освещения театральной рампы … была ей отвратительна».

## В английском языке
Русскому выражению «сермяжная правда» соответствует английское «homespun truth», в котором прилагательное homespun означает «домотканый, грубый, простой», в переносном значении — «нехитрый, неприкрашенный, немудрящий, по-деревенски грубоватый». Впервые это выражение зафиксировано в анонимной балладе «The Juste Milieu» (с фр. — «золотая середина; нечто среднее, неопределённое»), опубликованной в виде листовки в 30-х годах XIX века, автор которой осуждает уклончивость и обтекаемость языка политиков и противопоставляет ему homespun truth — бесхитростность и прямоту:
The juste milieu, the juste milieu
From France imported neat and new,
Is now the rule on Britain's shore,
And homespun truth is prized no more!
Where once you saw the old true blue,
You now have got the juste milieu

## Русско-английское соответствие
Английский эпитет homespun сочетается не только с существительным truth, но и с другими, в частности — values, virtues, humour. В отличие от русского выражения «сермяжная правда», имеющего ироническую коннотацию, «homespun truth» чаще несёт в себе положительную оценку. Впервые соответствие между идиомами «homespun truth» и «сермяжная правда» зафиксировано в «Русско-английском словаре крылатых слов» И. А. Уолш и В. П. Беркова, вышедшем в 1971 году, а в словарях общей лексики — в «Новом большом русско-английском словаре».